# Luigi Sugana
Luigi Sugana (Treviso, 20 marzo 1857 – Venezia, 28 marzo 1904) è stato un drammaturgo italiano. Fu anche poeta, pittore (faceva figure e decorazioni) e scenografo.

## Biografia
Nacque dalla giovanissima Carlotta Fanton e dal conte Gerolamo Sugana. I genitori non erano sposati e fu registrato all'anagrafe come Luigi Balmontin; venne riconosciuto solo negli anni 1870 (1872 la madre, 1876 il padre), in seguito al loro matrimonio. Sino ad allora non si hanno notizie sul suo conto: sappiamo che da Treviso si era trasferito a Padova e quindi a Bologna, dove conseguì la laurea in giurisprudenza.
Dal 1885 visse a Venezia, dove frequentò alcune personalità del mondo artistico e teatrale come Giacomo Favretto, Giacinto Gallina, Paulo Fambri e Riccardo Selvatico.
Luigi Sugana ebbe il temperamento del classico "bohémien", fu uno spirito romantico e mistico, simbolo dell'artista squattrinato, perché aveva offerto generosamente ad altri il suo patrimonio. Non aveva tendenze politiche specifiche, perché criticava spietatamente ogni partito e, per essere uomo di parte, fondò l'associazione Giovane re, con programma indefinibile, fu amico del polemista e cultore di storia veneziana Pier Luigi Mozzetti-Monterumici (1868-1940) e nel 1897 organizzò una spedizione di volontari veneti disposti a soccorrere i patrioti greci nella guerra greco-turca.
Era amico del musicista Ermanno Wolf-Ferrari (1876-1948), che musicò "Le donne curiose", opera in tre atti che Sugana aveva tratto dalla omonima commedia di Carlo Goldoni. La prima rappresentazione di questa commedia avvenne a Monaco di Baviera il 27 novembre 1903.
"I quatro rusteghi", commedia musicale in tre atti, quattro scene e un intermezzo, di Ermanno Wolf-Ferrari, fu scritta su libretto di Luigi Sugana e Giuseppe Pizzolato, tratta da Carlo Goldoni: "La compagnia dei salvadeghi ossia I rusteghi".
Sugana morì all'età di quarantasette anni, a causa di un arresto cardiaco, mentre assisteva all'Amleto interpretato da Ermete Zacconi.